# Михаило Гавра
Михаило Гавра (грч. Μιχαηλ Γαβρας; око 1290 – после 1350) је био византијски званичник и писац. Писар нижег ранга у царској канцеларији, Гаврин живот је релативно нејасан осим због његове обимне преписке. Ентони Брајер, који је проучавао Византијско царство, назвао га је „најплоднијим од свих византијских писаца писма“.
Гаврина 462 писма обухватају период 1305–1341, а његових 111 дописника укључује већину главних политичких и књижевних личности његовог времена. Имао је и брата Јована, који је написао теолошку расправу против доктрина светог Григорија Паламе.